# Deutsche Währungsgeschichte
Die deutsche Währungsgeschichte seit der Reichsgründung (1871) war durch Einführung einer einheitlichen Währung und eine Reihe nachfolgender Währungsreformen geprägt. Nach der Einführung der goldgedeckten Mark 1871 brachte der Erste Weltkrieg zunächst die Aufhebung der Golddeckung der Mark, 1923 gefolgt von einer Hyperinflation. Die Hyperinflation konnte durch Währungsumstellung auf die Rentenmark (später Reichsmark) gestoppt werden. Nach dem Zweiten Weltkrieg brach auch die Reichsmark zusammen. 1948 wurden die Deutsche Mark in den drei westlichen Besatzungszonen und die Mark der DDR in der sowjetischen Besatzungszone eingeführt. 1990 erfolgte eine Währungsunion der 1949 entstandenen zwei deutschen Staaten auf Basis der Deutschen Mark, 1999/2002 die Einführung des Euro.

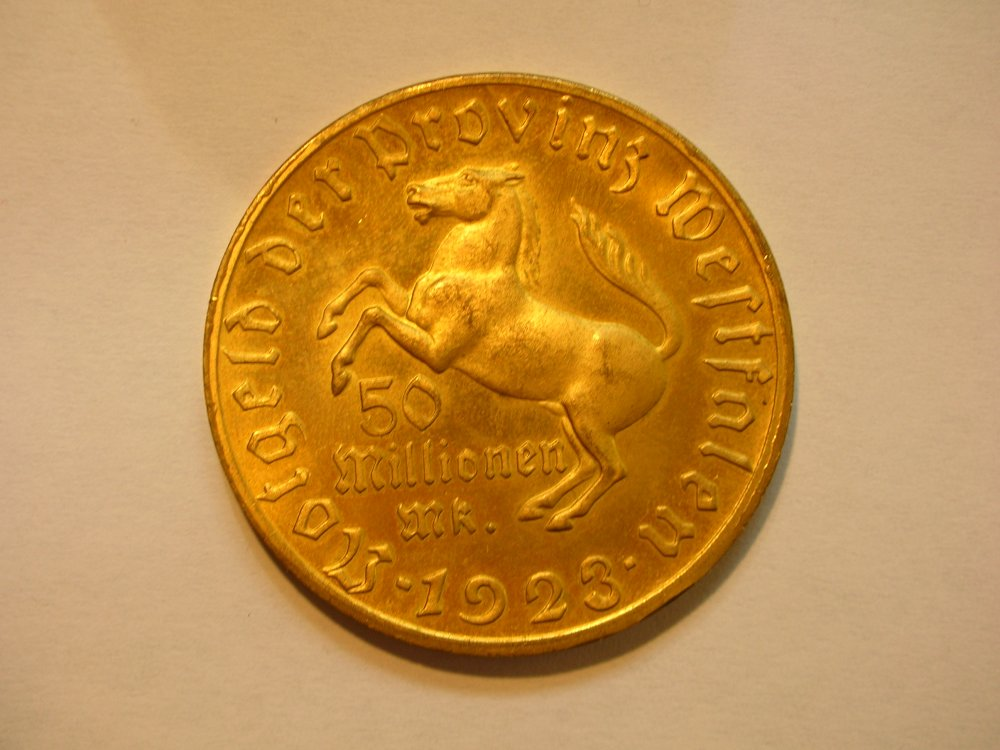
Inflationsgeld – eine Notmünze: 50 Millionen Mark, Westfalen 1923

## Mark (1871–1923)

### Die Mark des neuen Deutschen Kaiserreichs

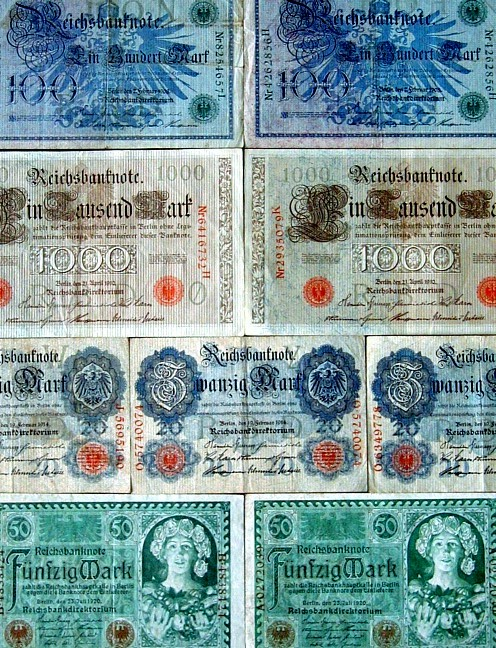
Reichsbanknoten 1908 – 1910 – 1914 – 1920

Nach dem Sieg über Frankreich im Deutsch-Französischen Krieg (1870/71) und der Gründung des Deutschen Reichs am 1. Januar 1871 beschloss der Reichstag bereits am 4. Dezember 1871 das erste Reichsmünzgesetz. Das Gesetz enthält zwei besonders wichtige Bestimmungen. Erstens wird eine einheitliche Reichswährung, die in 100 Pfennige unterteilte Mark, eingeführt. Zweitens war die Mark als goldgedeckte Währung konzipiert (→ Goldstandard). Mit Ausnahme Bremens galten zuvor in den altdeutschen Staaten Silberwährungen in Talern oder Gulden. Eine andere Bezeichnung für die goldgedeckte Mark („Reichsgoldwährung“) ist „Goldmark“. Mark war aber die offizielle Bezeichnung, wie sie auf den Münzen und Banknoten der Zeit angegeben war.
Gestaltungsvorschriften für die Pfennige enthielt das Gesetz noch nicht. Eine Sonderregelung galt für Bayern, nach der dort der Pfennig im Bedürfnißfall auch in halbe Pfennige, den Heller, unterteilt werden konnte. Von dieser Regelung hat Bayern aber nie Gebrauch gemacht. Das zweite Reichsmünzgesetz vom 9. Juli 1873 enthielt präzisere Vorschriften für die noch in Umlauf befindlichen Silbermünzen und die Kleinmünzen. Zwischen den beiden Reichsmünzgesetzen ließen die beiden Mecklenburg als einzige deutsche Staaten 1872 Kleinmünzen (1, 2 und 5 Pfennigmünzen) prägen, die in der Umschrift ihrer Wertseiten ihr Verhältnis zur Mark nannten (z. B. ZWANZIG EINE MARK für das 5 Pfennigstück). Mit dem Inkrafttreten des zweiten Reichsmünzgesetz 1873 wurden nun alle Münzen reichseinheitlich gestaltet. Die Mecklenburger Pfennigprägungen von 1872 entsprachen diesem Gesetz nicht mehr und wurden 1878 außer Kurs gesetzt.
Schon 1871 wurden die ersten 20 Markmünzen für Preußen in Gold geprägt. Parallel ließen einige Länder noch Kleinmünzen nach ihren bisherigen Währungen bis 1873 prägen (zum Beispiel Württemberg die 1-Kreuzer-Münze). Ab 1873 wurden nur noch Münzen nach der neuen Markwährung geprägt. Die Reichsmünzgesetzgebung von 1871 und 1873 gehört zu den frühesten Vereinheitlichungsmaßnahmen im neu gegründeten Deutschen Reich.
Das System in Deutschland war für die Kleinmünzen unter den Kursmünzen (also für 1, 2, 5, 10, 20, 25 und 50 Pfennig sowie 1/2 und 1 Mark) einheitlich. Sie zeigten auf einer Seite das Nominal (Nennwert) und auf der anderen Seite den Reichsadler. Bei den großen Nominalen (2, 3, 5, 10 und 20 Mark) funktionierte das System so wie das des Euros: Einheitliche Vorderseite (Reichsadler + Nominal) und landestypische Rückseite. Bis 1918 hatten alle Teilstaaten Deutschlands das Münzrecht. Für den Umlauf prägten folgende Staaten: Preußen (Münzzeichen A, B und C), Bayern (D), Sachsen (E), Württemberg (F), Baden (G), Hessen-Darmstadt (H) und Hamburg (J). Kleinere Staaten gaben nur Gedenkmünzen zu besonderen Anlässen heraus (z. B. Geburtstag oder Regierungsjubiläum des Herrschers).
Für die Mark kann mittels der früher veröffentlichten langen Reihe des Statistischen Bundesamtes und des aktuellen Verbraucherpreisindex die Kaufkraft berechnet werden:
- 1 Mark (1873) entspräche 7,80 Euro
- 1 Mark (1900) entspräche 8,40 Euro
- 1 Mark (1913) entspräche 6,60 Euro
- 1 Mark (1918) entspräche 2,10 Euro.

Es ist zu beachten, dass diese Kaufkraftäquivalente nur die Veränderung der durchschnittlichen Kaufkraft, gemessen an der Entwicklung der Verbraucherpreise, wiedergeben. Die Verwendung eines anderen Preisindex oder der Preisentwicklung ausgewählter Güter würde zu einem anderen Ergebnis führen. Außerdem muss eine Kaufkraftberechnung von der Veränderung des allgemeinen Wohlstandsniveaus abstrahieren.

### Die Mark zur Zeit des (Ersten) Weltkrieges und bis 1923
Wie andere Staaten auch stellte das Deutsche Reich mit Beginn des Ersten Weltkriegs die Ausgabe von Goldmünzen gegen anderes Geld ein. Ausgegeben wurden stattdessen Reichskassenscheine und Reichsbanknoten (4. August 1914). Da auch die Silbermünzen aus dem Umlauf verschwanden, wurde damit faktisch die „Papiermark“ eingeführt und der Goldstandard aufgegeben. Ab 1915 setzte aufgrund der Kriegswirtschaft und der nun unbeschränkt möglichen monetären Staatsfinanzierung langsam eine Inflation ein. Münzen wurden nun nicht mehr aus Gold, Silber, Kupfer-Nickel-Legierung, Bronze oder Reinnickel gefertigt, sondern aus billigeren unedlen Metallen, wie Eisen, Zink und Aluminium. Zudem wurde zusätzlich meist noch papiernes Notgeld durch Gebietskörperschaften und Großbetriebe ausgegeben. Der offizielle statistische Preisindex betrug vom August 1914 bis zum Kriegsende November 1918 „nur“ etwa 1:3. Berücksichtigt werden müsste dabei aber auch die schlechtere Qualität der Kriegswaren im Vergleich zu den Vorkriegswaren, sowie die Mangelbewirtschaftung mit Warenbezugskarten und ein nicht unerheblicher „Schwarzmarkt“ mit wesentlich höheren Preisen als die staatlich festgelegten, was in der Statistik jedoch hier nicht zum Ausdruck kommt.
Die Inflation 1914 bis 1923 nahm bis zur Hyperinflation 1923 unaufhaltsam so stark infolge der Reparationsforderungen zu, dass auf Mark lautende Banknoten und Guthaben fast vollständig entwertet wurden. Rechnungsgrundlage war Mitte November 1923 die Billion – sogenannte Papiermark. Diese Mark wurde am 15. November 1923 zum Kurs von 1.000.000.000.000 zu 1 in eine neue Rentenmark umgerechnet bzw. umgetauscht. Bis in den Sommer des Jahres 1924 waren Billionen-Mark-Scheine im Umlauf. Gegen Ende 1924 wurde die Reichsmark eingeführt; Restbestände an Mark konnten „werthaltig“ eingetauscht werden. Dies erklärt, warum Billionenscheine heute selten sind und einen hohen Sammlerwert besitzen.
Die Notmünze mit dem höchsten Nominalwert aller Zeiten, das 1-Billion-Mark-Stück der Provinz Westfalen von 1923 das durch die Hyperinflation zum geplanten Ausgebetermin bereits entwertet war, wurde erst nach dem Ende der Inflation und Stabilisierung der Währung 1924 als Erinnerungsstück (ohne Geldfunktion) ausgegeben. Besonders gefragt waren die Notmünzen mit dem Brustbild von Annette v. Droste-Hülshoff.

## Rentenmark (1923–1924)

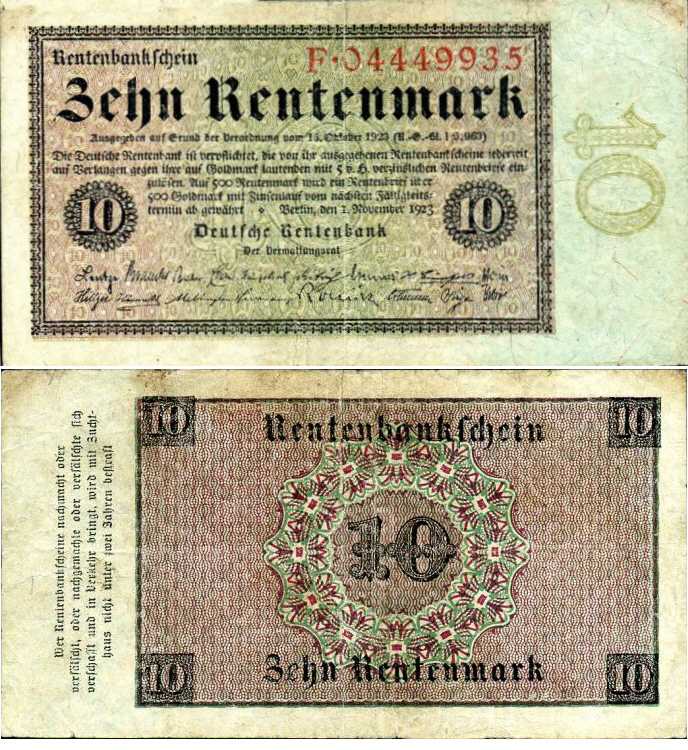
Rentenmark zur Ablösung der Papiermark

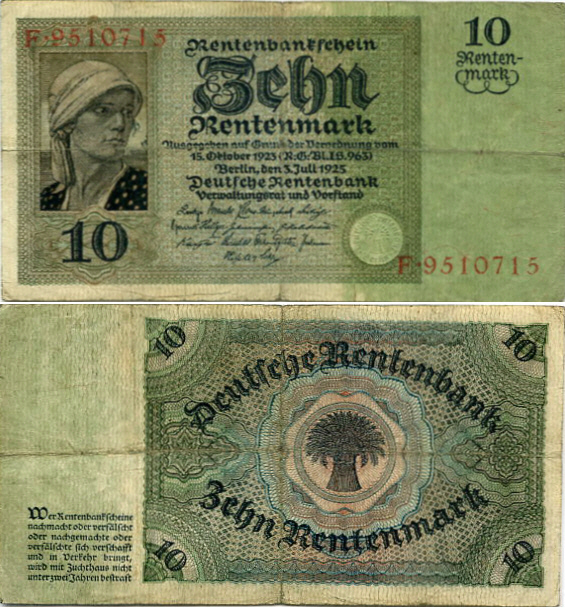
Rentenmark 1925

Die Rentenmark stoppte die Hyperinflation offiziell am 15. November 1923 und löste die Papiermark im Verhältnis 1:1 Billion ab. Sie war ursprünglich nur als Übergangslösung gedacht. Sie hieß deshalb Rentenmark, weil sie mit „Rentenerträgen“ aus Grundstücksbeleihungen „gedeckt“ war. Sie wurde in der Rentenbank unter dem Dach der Reichsbank herausgegeben. Die Rentenmark wurde am 30. August 1924 durch die Reichsmark ergänzt. Endgültig wurden ihre Nominale zusammen mit der Reichsmark in der Währungsreform von 1948 ungültig. Sie stand immer im Kurs 1:1 zur Reichsmark. Ihre abgekürzte Bezeichnung war anfänglich „Rent.Mark“.

## Reichsmark (1924–1948)

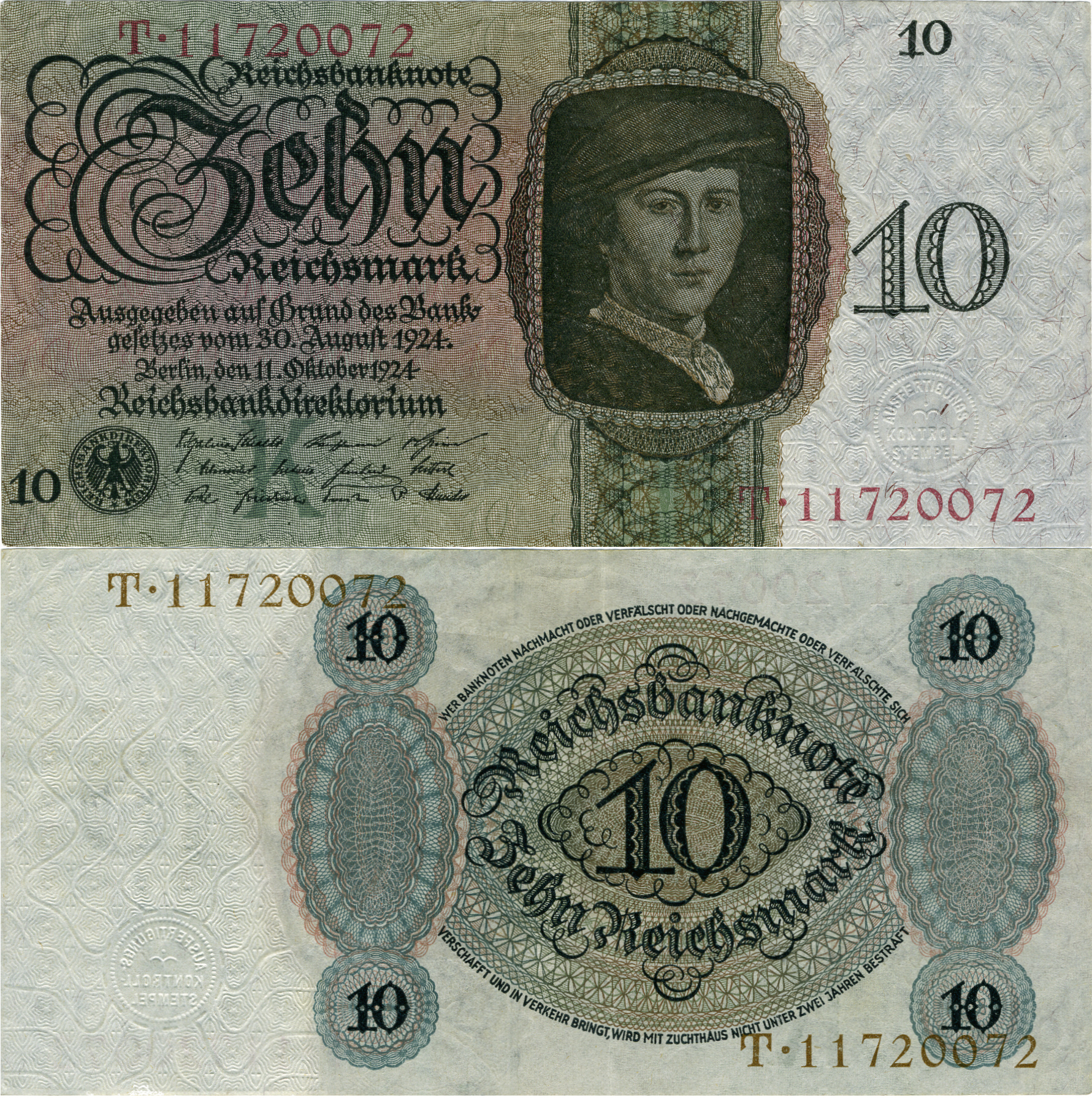
Erste Reichsmark 1924

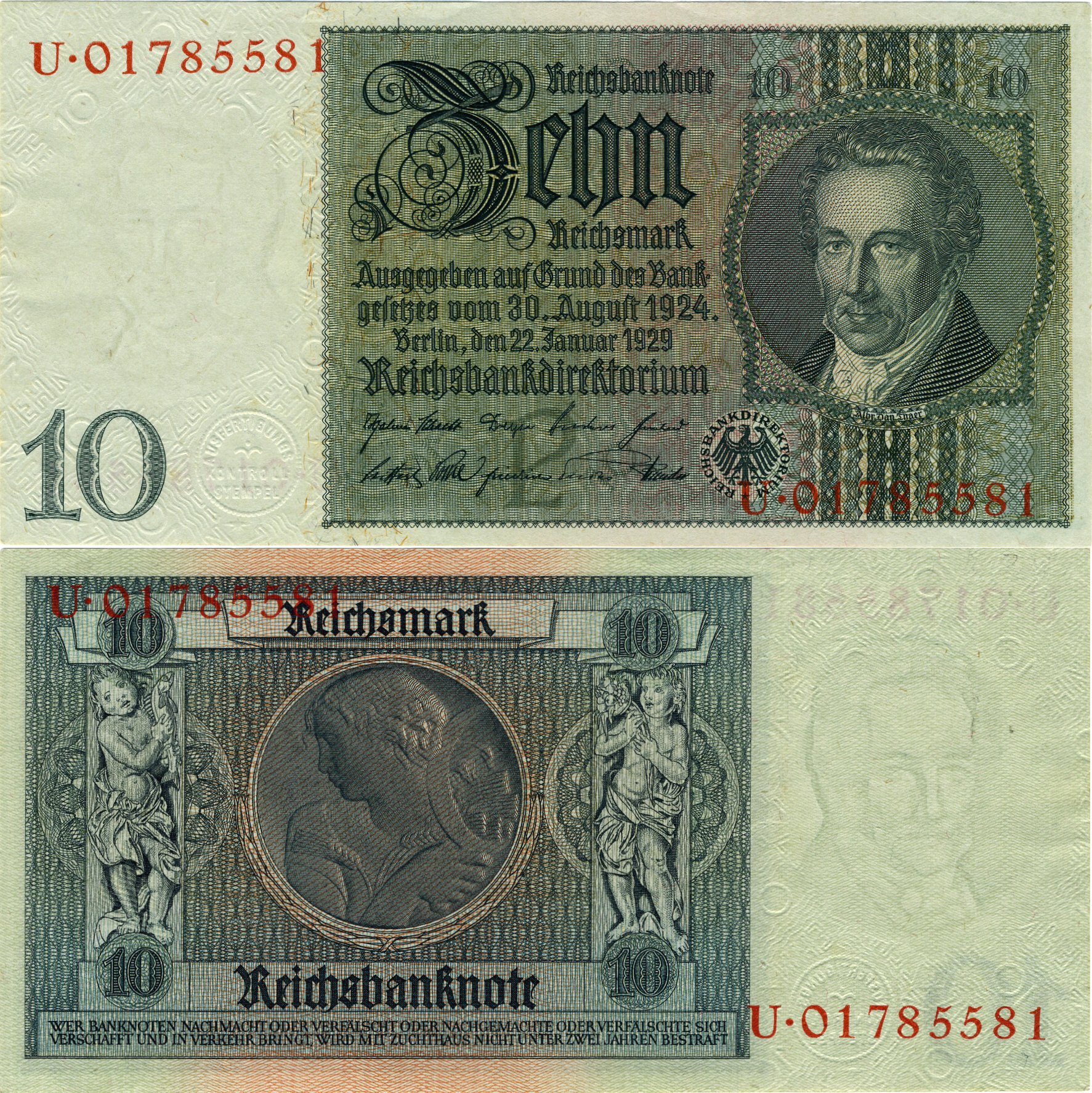

Als die Goldreserven 1924 wieder reichten, um damit eine Währung im internationalen Zahlungsverkehr zu decken, wurde die Übergangslösung „Rentenmark“ durch die Reichsmark ergänzt. Sie sollte eigentlich die Rentenmark ablösen, was aber praktisch nicht geschah. Die ersten Reichsmarkbanknoten und Reichspfennigmünzen wurden ab 30. August 1924 offiziell ausgegeben. Das Kursverhältnis betrug 1:1 zur umlaufenden Rentenmark. Die frühen Rentenmarkbanknoten von 1923 wurden zwar eingezogen, spätere Rentenmarkbanknoten kleiner Wertstufen und die Rentenpfennigmünzen blieben jedoch parallel zur Reichsmark bis 1948 gültig. Die Reichsmark war bis zur Weltwirtschaftskrise 1929 recht stabil. Während der Zeit des Nationalsozialismus wurde aber über Mefo-Wechsel viel ungedecktes Geld ausgegeben, um die Kosten für die Aufrüstung und später den Krieg sowie andere Projekte zu finanzieren. Dies trug entscheidend zu einer verdeckten Inflation bei, die die Bürger aufgrund der staatlichen Preis- und Lohnregulierung anfänglich noch nicht zu spüren bekamen. Es kam zu einer sogenannten „rückgestauten Inflation“, die nach dem verlorenen Weltkrieg für die Bevölkerung sichtbar wurde. Die Reichsmark konnte bereits 1943 auf dem internationalen Devisenmarkt nicht mehr konvertiert werden, weil sie wertlos geworden war. Sie wurde – zusammen mit den kleinen Rentenmarkbanknoten – in den Westzonen und den drei Westsektoren Berlins ab dem 20. Juni 1948 durch die Deutsche Mark ersetzt (DM). (Als Notenbank fungierte die „Bank Deutscher Länder“, das Vorgängerinstitut der späteren „Deutschen Bundesbank“.) Es galten für unterschiedliche Geldbeträge gestaffelte Umtauschverhältnisse zur DM. Jeder Bürger durfte bis 1000 RM im Kurs 10:1 umtauschen. Am 23. Juni 1948 gab es auch in der Ostzone eine Währungsreform. Tauschverhältnis war hier ebenfalls 10:1.
Umrechnungshinweise (Kaufkraft) gemäß Angaben des Statistischen Bundesamts (weitere Hinweise siehe Kaufkraftberechnungen zur Mark):
- 1 Reichsmark (1924) entspräche 50 Euro
- 1 Reichsmark (1929) entspräche 4,30 Euro
- 1 Reichsmark (1933) entspräche 5,60 Euro
- 1 Reichsmark (1939) entspräche 5,20 Euro
- 1 Reichsmark (1944) entspräche 4,60 Euro

Aufgrund der Kriegswirtschaft und der Notwendigkeit, für den Erwerb vieler Güter des täglichen Bedarfs zusätzlich Bezugsmarken einzulösen, sowie der allgemeinen Rationierung und Produktqualitätsabsenkungen durch Ersatz- und Austauschstoffe ist die Angabe für 1944 nur sehr begrenzt aussagefähig. Die Schwarzmarktpreise lagen schon während des Krieges wesentlich höher als die amtlich festgelegten Preise und „explodierten“ förmlich ab Mai 1945 bis 1948.

## Alliierte Militärmark (1944–1948)

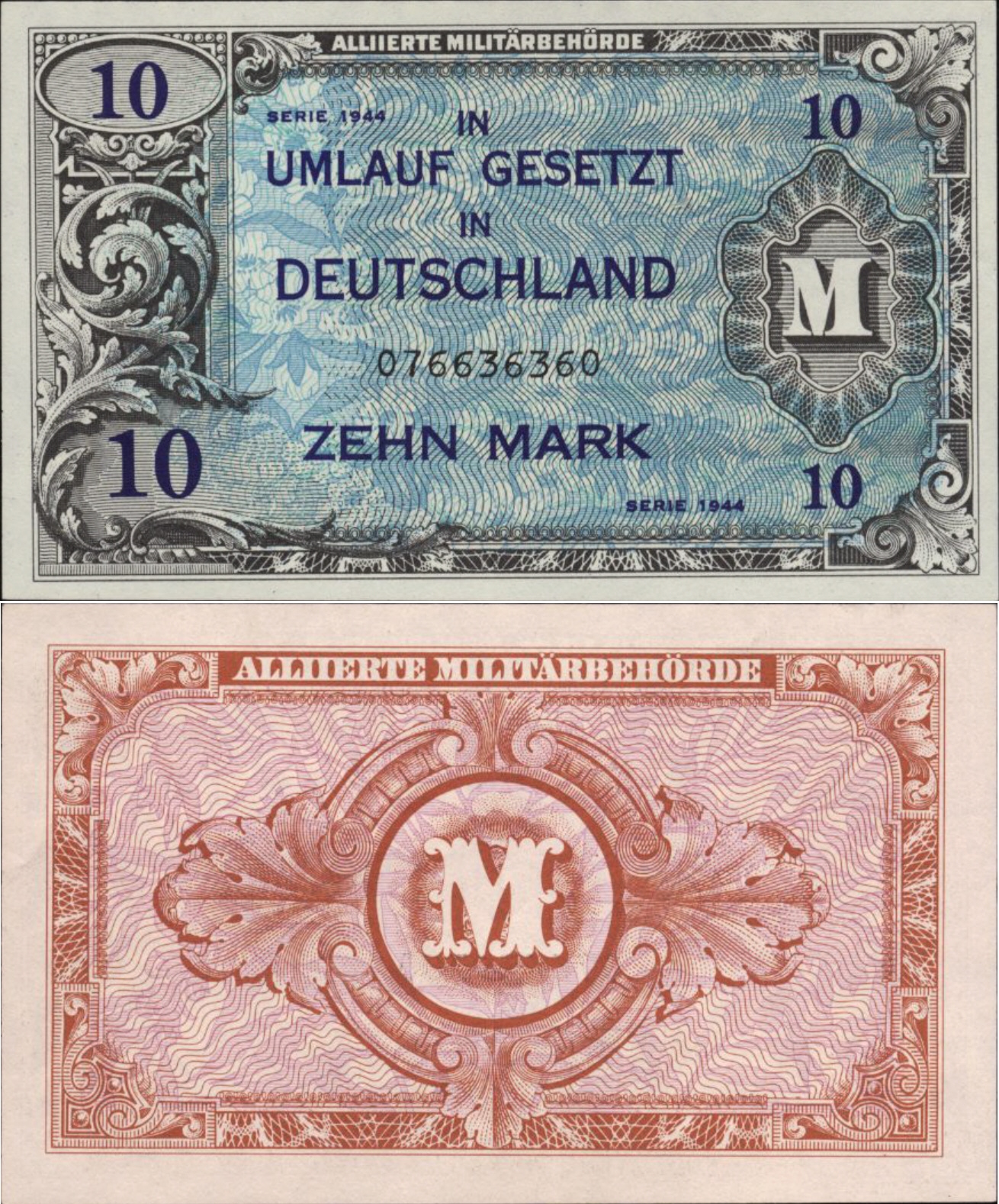
Alliierte Militärmark (West)

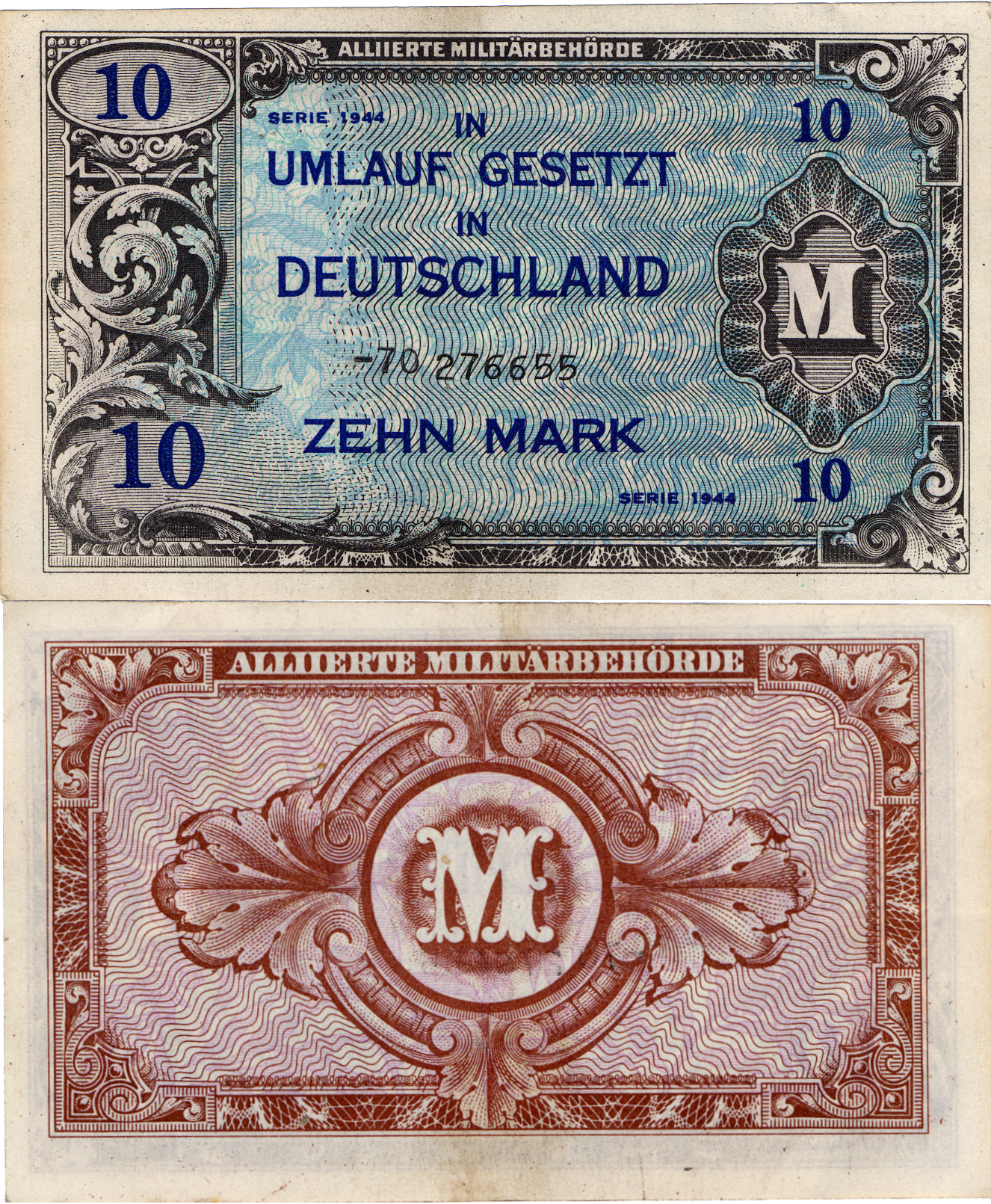
Alliierte Militärmark (Ost)

Während und nach dem Zweiten Weltkrieg gaben die Alliierten für besetzte Gebiete die Militärmark (Allied Military Currency) aus, die in Deutschland bis zur Währungsreform 1948 parallel zur alten Reichsmark Gültigkeit hatte. AMC in Landeswährung gab es daneben in Österreich, Italien, Frankreich, Polen, Ungarn und der Tschechoslowakei.
Die Alliierten Militärmark-Noten, die bereits 1944 in den USA und dem sowjetischen Goznak gedruckt worden waren, gab es in den Stückelungen 0,50 Mark bis 1000 Mark. Das US-Schatzamt übergab den sowjetischen Verbündeten dafür Druckplatten. Entgegen den sowjetischen hatten die amerikanischen Druckplatten auf der Vorderseite in der Ornamentik ein englisches "F" (nach der Firma "Forbes"). Sie galt (insgesamt) als gesetzliches Zahlungsmittel für die Bezahlung von Mark-Schulden aller Art. Niemand durfte die Alliierte Militärmark und die auf Reichsmark lautenden gesetzlichen Banknoten unterschiedlich behandeln.
Amerikanische Soldaten durften Militärmark in US-Dollar umtauschen. Rotarmisten durften ihre Militärmark aber nicht in Rubel umtauschen. Allein im Juli 1945 wurden 3 Millionen US-Dollar in die Heimat überwiesen, obschon nur 1 Million an Sold an die Soldaten ausbezahlt wurde. Der Gesamtverlust für das US-Schatzamt betrug 530 Millionen US-Dollar.
An Münzen wurden 1 Pfennigstücke (1945 und 1946, die seltenen Münzen mit dem Jahr 1944 sind keine regulären Prägungen), 5 Pfennige (1947, 1948) und 10 Pfennige (1945 bis 1948), alle aus Zink geprägt. Die Gestaltung dieser Kleinmünzen entsprach denen des sogenannten Dritten Reichs, nur das Hakenkreuz in den Fängen des Adlers wurde durch die Schwanzfedern des Adlers ersetzt.

## Deutsche Mark (1948–2001)

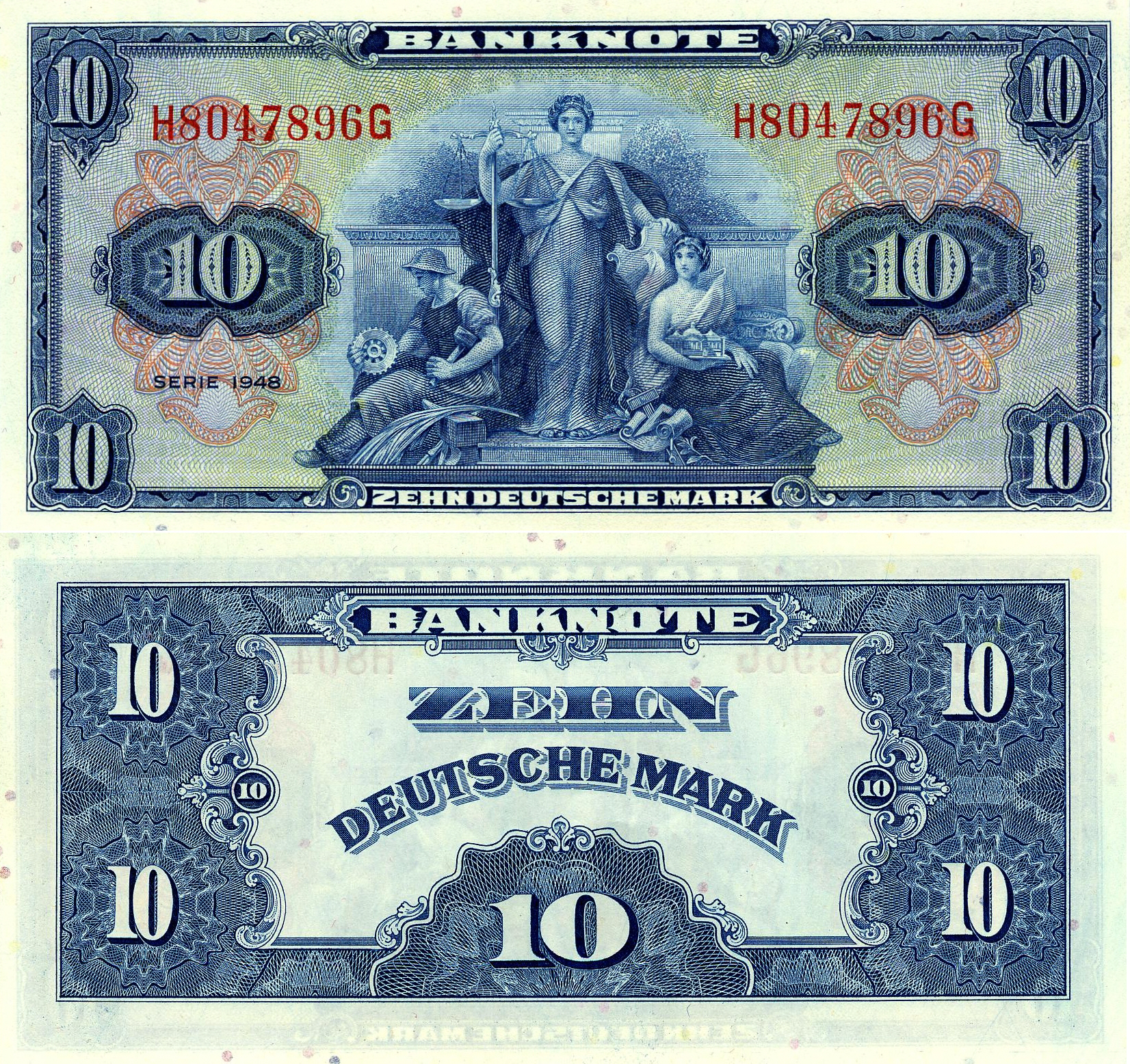
1. Serie (West)

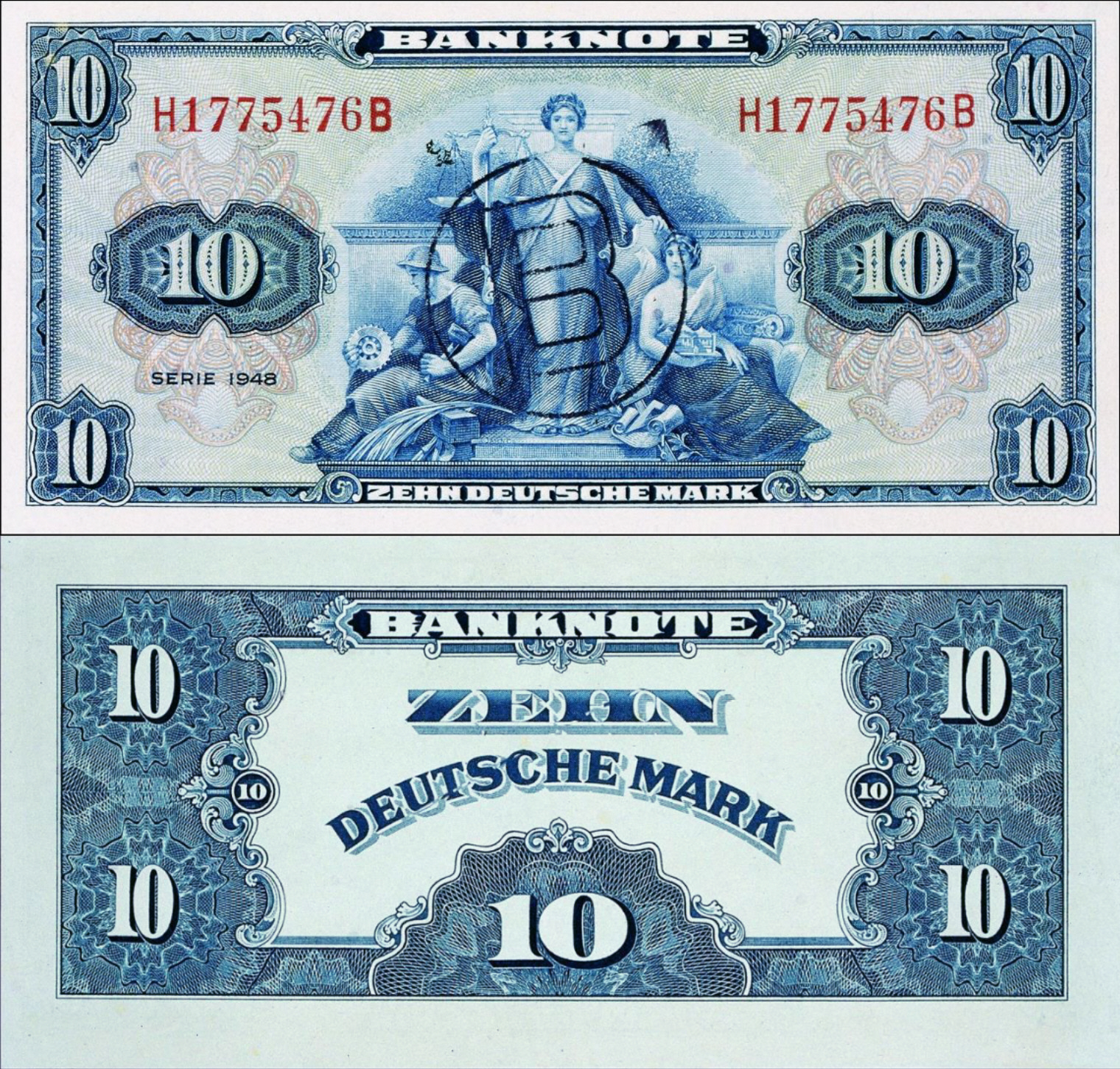
1. Serie (Westberlin)

Die Westzonen führten am 20. Juni 1948 eine Währungsreform durch. Die Geldnoten waren zuvor in den USA gedruckt und in der streng geheimen Operation „Bird Dog“ über Bremerhaven nach Deutschland gebracht worden. Die Reichsmark wurde im Verhältnis 10:1 von der Deutschen Mark abgelöst. Die Geldnoten für West-Berlin wurden mit einem Stempelaufdruck gekennzeichnet. Die Kleinmünzen von 1 bis 50 Pfennig trugen die Umschrift Bank deutscher Länder, die nach der Gründung der Bundesrepublik Deutschland von ebendieser Umschrift abgelöst wurde. Die Deutsche Mark war, anders als heute oft dargestellt, nicht immer stabil; sie hat bis zu ihrem Ende etwa drei Viertel ihrer Kaufkraft verloren. Vor allem in den 1970er Jahren erreichten die Inflationsraten ein bedenkliches Niveau, ebenso in der ersten Hälfte der 1990er Jahre. Bis zu Beginn der 1970er-Jahre war die Deutsche Mark indirekt über die Kopplung (Bretton-Woods-System) an den US-Dollar goldgedeckt. 1975 verschwanden die „Silberadler“ (5-Mark-Stück) als Umlaufmünze aus den Portemonnaies, da der Silberpreis stark gestiegen war. Sie wurden fortan in Magnimat geprägt, einem Cu-Ni-Werkstoff; 1975 endete somit in Westdeutschland die Phase des Umlauf-Silbergeldes. Ab 1979 waren auch die 5-DM-Gedenkmünzen aus Magnimat; nur die 10-DM-Gedenkmünzen wurden weiterhin in 625/1000 Silber geprägt. Goldmünzen gab es in Deutschland schon seit 1918 nicht mehr.
Zeitweise war erwogen worden, in Berlin eine eigene Währung („Bärenmark“) einzuführen. Im Zuge der fortschreitenden Teilung erhielt jedoch schließlich West-Berlin die D-Mark, Ost-Berlin die DDR-Mark.

## Währung der DDR (1948–1990)

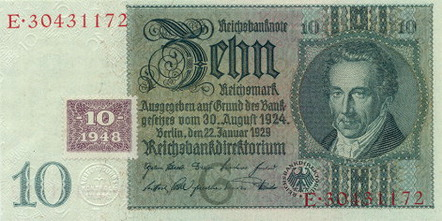
Reichsmark in der SBZ

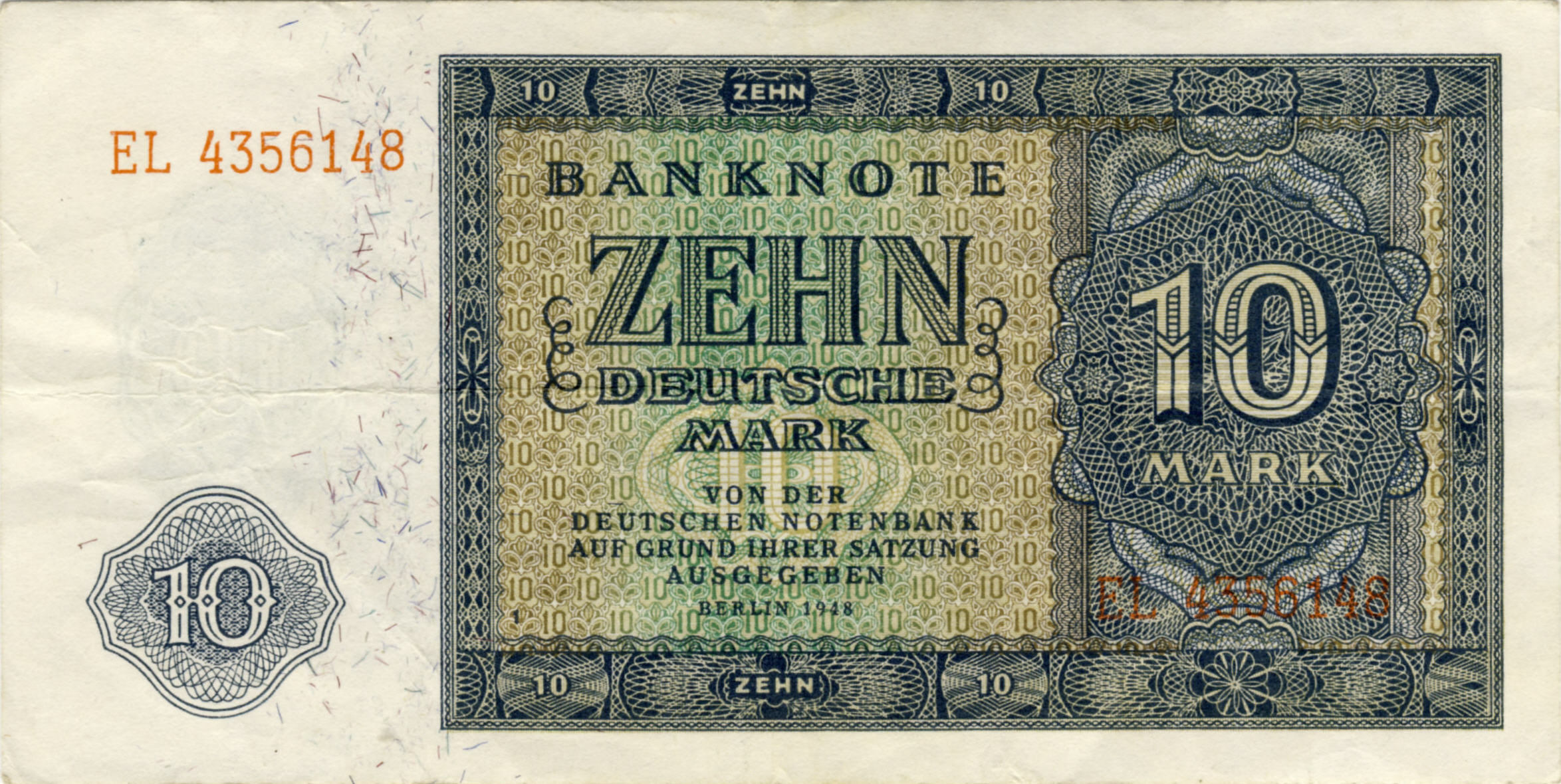

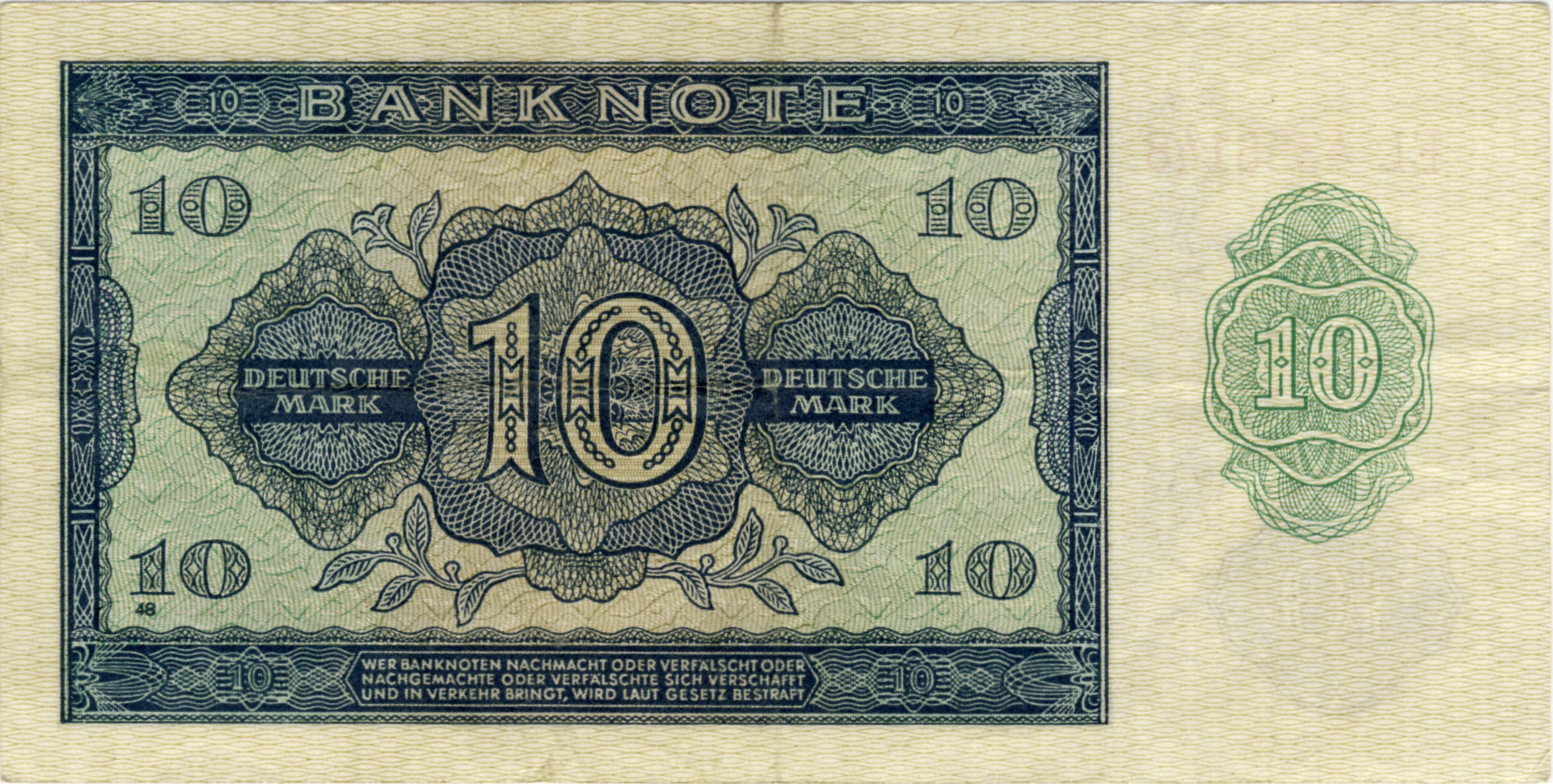
1. Serie (Ost)

Am 23. Juni 1948 wurden in der Sowjetischen Besatzungszone (SBZ) alle Reichsmark-Noten mit Klebemarken markiert („Klebemark“). Erst am 24. Juli 1948 konnte in der SBZ eine Währungsreform durchgeführt werden. Dabei wurde die Reichsmark im Verhältnis 10:1 durch die Deutsche Mark der Deutschen Notenbank abgelöst. Am 13. Oktober 1957 erfolgte in der DDR ein zweiter Geldschnitt, um den Bargeldüberhang zu reduzieren. Nur 300 DM (DDR) durften getauscht werden, der Rest konnte bei der Deutschen Notenbank gutgeschrieben werden. 267,5 Millionen DM wurden dadurch dem Geldumlauf entzogen.
1964 erfolgte dann eine Umbenennung der Währung in Mark der Deutschen Notenbank (MDN). Am 1. Januar 1968 wurde die MDN mit Gründung der Staatsbank der DDR in Mark der DDR umbenannt. Die Abkürzung lautete M. Die Münzen der DDR wurden in Aluminium geprägt, lediglich das 50-Pfennig-Stück von 1950 und das 20-Pfennig-Stück ab 1969 wurden in Messing geprägt. Münzen gab es zu 1, 5, 10, 20, 50 Pfennig sowie zu 1 und 2 Mark. Außerdem wurden noch 5-, 10- und 20-Mark-Gedenkmünzen ausgegeben. Sie erschienen in Tombak, Neusilber und in geringen Auflagen auch in Silber, Probeprägungen auch in Gold.

## Euro (seit 1999)

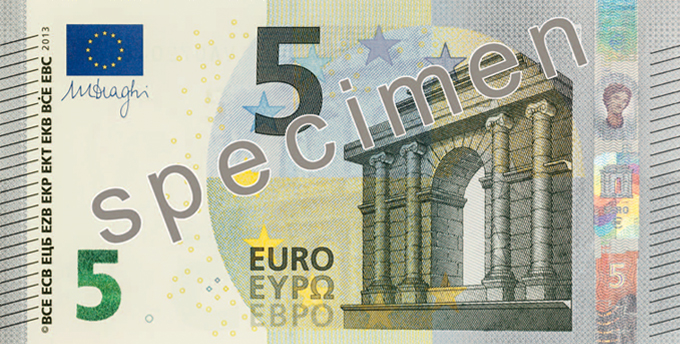
Der Euro

Der Euro wurde in Deutschland am 1. Januar 1999 als Buchgeld eingeführt und ist seit dem 1. Januar 2002 als Bargeld im Umlauf. Er wurde im Verhältnis 1:1,95583 DM umgetauscht.

## Notenbanken

### Bis 1945
- 1. Januar 1876: Gründung der Reichsbank als Nachfolger der Preußischen Bank
- 1924: Unabhängigkeit der Reichsbank von politischen Entscheidungen
- 1935: Abschaffung aller Privatnotenbanken
- 1939: Verstaatlichung der Deutschen Reichsbank

### 1945–1990 in Westdeutschland
- 1. März 1948: Gründung der Bank deutscher Länder in Frankfurt am Main als Nachfolgerin der Deutschen Reichsbank
- 1951: Unabhängigkeit der Bank deutscher Länder von den Weisungen der Alliierten
- 26. Juli 1957: Gründung der Deutschen Bundesbank als Nachfolgerin der Bank deutscher Länder (Vertretung der eigenständigen Landeszentralbanken aller westdeutschen Bundesländer)

### 1945–1990 in Ostdeutschland
- Februar 1947: Gründung von je einer Emissions- und Girobank in den fünf Ländern der sowjetischen Besatzungszone als Nachfolgerin der Deutschen Reichsbank
- Mai 1948: Gründung der Deutschen Emissions- und Girobank als Zentrale der fünf Emissions- und Girobanken der Länder
- 20. Juli 1948: Umbenennung der Deutschen Emissions- und Girobank in Deutsche Notenbank
- März 1950: Eingliederung der fünf Emissions- und Girobanken der Länder in die Deutsche Notenbank
- 1. Januar 1968: Umbenennung der Deutschen Notenbank in Staatsbank der DDR

### Ab 1990 in Gesamtdeutschland
- 1. Juli 1990: Die Deutsche Bundesbank wird durch die Währungs-, Wirtschafts- und Sozialunion zwischen der Bundesrepublik Deutschland und der Deutschen Demokratischen Republik zuständige Notenbank für die DDR. Die Staatsbank der DDR wird aufgelöst.
- 1. Juni 1998: Gründung der Europäischen Zentralbank (EZB) in Frankfurt am Main als Nachfolger des Europäischen Währungsinstituts (EWI).